# 등단
등단(登壇)은 시인이나 소설가가 잡지에 작품을 발표하거나, 문학상을 수상하거나, 자신의 작품을 출판해서 문학계에 이름을 올리는 것을 말한다.